# San Lodovico (Orvieto)
Kostel svatého Ludvíka s bývalým klášterem v Orvietu (italsky San Lodovico in Orvieto) je odsvěcený římskokatolický kostel s bývalým klášterem, stojící v západní části centra města Orvieto, v italské Umbrii a náležející k diecézi Orvieto-Todi. 

## Historie
Lokalita je v historickém centru Orvieta, na místě archeologicky doloženého  etruského osídlení. 
Kostel byl založen při podvojném klášteře minoritů a klarisek ve druhé polovině 13. století. Přesná data nejsou známa, protože nejstarší archivní prameny se ztratily. První písemná zmínka o klášteře klarisek je datována rokem 1327. Řeholnice přišly z kláštera San Lorenzo in Vineis et Santa Chiara nedaleko Orvieta, kam se rozhodnutím  biskupa Francesca Monaldeschiho v roce 1436 přesunuly natrvalo. 
Kostel je v zdivu gotický. Po té, co řeholnice klášter s kostelem opustily, byl přestavěn, původní průčelí bylo obráceno na druhou stranu a roku 1607 byl kostel nově zasvěcen svatému Ludvíkovi. Stavba byla obnovena v roce 1746 pro kocírkevní dívčí školu řádu sv. Jeanne 
de Lestienne . Po napoleonských válkách musela být poškozená stavba opravena roku 1834. Poslední adaptace kostela a zejména kláštera proběhly v letech 2000–2005. Část budov byla pronajata pojišťovně, ostatní slouží jako hotel s 26 pokoji. 

### Interiér kostela
Kostel byl konsekrován 1. dubna 1746 orvietským biskupem Marscianem. Měl tři oltářeː na hlavním oltáři byl obraz trůnící madony s dítětem, adorované svatým Ludvíkem z Toulouse, který namaloval Girolamo Nebbio roku 1637 (po zrušení kostela přenesen do konventu). Na druhém oltáři byl obraz Adorace Krista čtyřmi evangelisty, a svatými od Andrey di Giovanniho z roku 1440. Na třetím oltáři byl obraz 12 neviňátek, adorujících Jezulátko, signovaný a datovaný 1910.  
V odsvěcené kapli, která slouží jako společenská místnost, visí obraz trůnící Panny Marie s Ježíškem, z doby kolem roku 1910.

## Interiér kláštera
Letní refektář je klenutá místnost s pozdně gotickou freskou Ukřižování se světci a donátorem. Nyní slouží jako jídelna hotelu. 

## Současnost
Instituto San Lodovico řídily do počátku 21. století sestry Společnosti Panny Marie Naší Paní (Compagnia di Maria Signora Nostra), vzdělávací řeholní řád, který založila v roce 1607 v Bordeaux svatá Jana z Lestonnacu (Jeanne de Lestonnac). Od roku 1834 působila tato společnost v Orvietu, kde vychovávala a vzdělávala dívky. V současnosti zde působí světská společnost, která provozuje dívčí mateřskou školu a dívčí školu. Hlavní činností společnosti San Lodovico je ubytování turistů a pronájem konferenčních sálů.
Dále má kapli, dva sály pro konference či duchovní cvičení, a rozvíjí další vzdělávací, umělecké a kulturní aktivity ve studijních kurzech.